# Арија Дин
Арија Дин (рођена 1993) је америчка критичарка, уметница и кустос. До 2021. је  била  кустоскиња и уредница Ризома . Њени текстови су се појављивали у разним уметничким публикацијама, укључујући Артфорум, е-флукс, Нова испитивања, Уметност у  Америци и Тематска крема. Дин је излагала на међународним просторима попут Фокси Продукција и Амерички Медијум у Њујорку, Чето Шато у Лос Анђелесу и Аркадиа Миса у Лондону . Дин такође координира As it stands LA, уметничким пројектним простором отвореним 2015. Дин живи и ради у Њујорку и Лос Анђелесу . Њу заступа Грiне Нафтали 

## Рани живот и образовање
Дин је рођенa 1993. Дипломирала је  на колеџу Оберлин 2015.

## Рад
По завршетку колеџа Оберлин, Дин је именована за координаторку друштвених медија за   Музеј савремене уметности .
У септембру 2016. АРТњуз је објавио да је Дин именована за помоћника кустоса мрежне уметности и дигиталне културе за Ризоме . Дин ради да помогне Ризомовим напорима да сачува, представи и поново изведе дела нет уметности од 1980-их до данас (названа Нет Арт Антологија ), организује догађаје и објављује чланке на мрежи. Деан је напустила функцију уредника и кустоса у јануару 2021. године да би наставила самосталну праксу и нови пројекат.
Прва  самостална изложба, Баби Ис А Цоол Мацхине, отворена је у Америчком Медијум-у 2017. године. Изложба, према веб локацији галерије, „усавршава њено материјално вођено испитивање ситуације црнила у Сједињеним Државама“. Емисију је критиковао Џејмс Ханахам у 4Колоне, а КЕт Хериман изабрала је за критичаре за Артфорум. У 2018, Арија Дин је именована један   30 уметника из 35 од стране Cultured Magazine's.
Крајем 2017. године, Дин је била кустоскиња Нових црних портрета као дела  Ризомеве Антологије мрежне уметности. Онлајн изложба  укључивала је ликовне ствараоце  као што су Мануел Артуро Абреу, Хамиши Фарах, Јулијана Хуктабле, Риндон Јохнсон, Пастицхе Лумумба, Н Пролента (Брендон Ковингтон), Сондра Перри, и Искористи Петтаваи и "истраживала промену статуса црног портрета у односу на стратегијама за видљивост, прикривање и самозаступање на мрежи “.
Почетком 2018. године, Дин је написала и режирала представу за Швајцарски институт у Њујорку.

На њеној другој самосталној изложби, усамљеној гужви на западу, налазе се скулптурални предмети и инсталација који се "пребацују између искустава која су лично проживљена и обимних генерализација медија и историјског модернизма", према критичару Матт Стромбергу из ХиперАллергиц-а. У интервјуу за Трависа Диехла, Деан открива да је глина у њеној сликовитој скулптури из Миссиссиппија да серија радова говори о њеној „близини и удаљености у односу на то место“. У осталим радовима приказани су мноштво снимака из хип-хоп видео записа, двоканалне инсталације која истражује усамљеност постојања црнаца у претежно западном контексту.
„Они индексирају врсту односа који ме је занимао, подводећи себе у ову посебно црну гомилу у којој појединци који већ не постоје толико изразито као што су„ прави “западни појединачни субјекти сврстани у овај други предмет. Наслов емисије је са албума Модест Моусе, Тхе Лонесоме Цровдед Вест (1997), и нисам велики обожавалац Модест Моусеа, али албум ми се свиђа. Прихватио сам се те фразе. "Усамљени гужви Запад" је моја ситуација у односу на предмете. Ја сам усамљена гомила на западу ... " 

## Изложбе
Самосталне изложбе
- Ариа Деан: Апартман!, РЕДКЕТ, Лос Анђелес, Калифорнија, 2021 [19]
- Ариа Деан, Албригхт – Кнок Арт Галлери, Галерија за нове медије, Буффало, НИ, 2018
- усамљени гужви на западу, Цхатеау Схатто, Лос Ангелес, 2018
- Гут Пинч,  Санрум, Рицхмонд, ВА 2018 [20]
- Беба је кул машина, амерички медијум, Њујорк, НИ 2017

Одабране изложбе за две особе
- Бели људи мисле да сам радикалан, Аркадија Миса, Лондон, Велика Британија, 2017 [21]

Одабране групне изложбе
- Направљено у ЛА 2020: верзија, коју су организовале Мириам Бен Салах и Лаурен Мацклер, музеј Хаммер, Лос Агнелес, ЦА 2021
- Бол других, кустос Мириам Бен Салах, галерија Гхебали, Лос Ангелес, ЦА 2018
- Стан у Њујорку: Цхатеау Схатто, Лос Анђелес, представља: Јеан Баудриллард, Боди би Боди, Ариа Деан, Јацкуелине де Јонг, Фоки Продуцтионс, Нев Иорк, НИ 2017 [22]
- У овој фази, Цхатеау Схатто, Лос Ангелес, ЦА 2017 [23]

Одабрана предавања / презентације
- „Белешке о БлаццелераЛон,“ Реед Цоллеге, 1. септембра 2017
- „Црнило против дигиталног“, Универзитет уметности, Хелсинки, април 2017
- „Буста Рхимес на крају света“, Пројекат машина, ЛА, 24. фебруара 2017
- Панел „Наша тела, на мрежи“ у Новој школи, 7. фебруара 2017
- Панел „Црнило у ЦирцулаЛон-у“, панел Опен Сцоре, Нови музеј, 2016
- „Дуе Вест“, Арцадиа Мисса / Доминица Реадинг у ЛАЦА, Лос Ангелес 2016